# Noeki Klein
Noeki Klein (Leiderdorp, 28 aprile 1983) è una pallanuotista olandese, vincitrice di una medaglia d'oro ai giochi olimpici di Pechino 2008.